# 구루리정
구루리정(久留里町)은 지바현 기미쓰군에 일찍이 존재했던 정이다.

## 지리
- 현재의 기미쓰시 동부, 구 나루토정 북부에 해당한다
- 마을은 대부분 산이 많은 지형이다.
- 마을은 오쓰강 상류에 위치해 있다.

## 역사
- 1889년 4월 1일 - 정촌제 시행에 의해 모다군 구루리정이 성립하였다.
- 1897년 4월 1일 - 모다군이 통합에 의해 기미쓰군이 되었다.
- 1954년 10월 1일 - 가메야마촌, 마쓰오카촌과 신설합병해 가즈사정이 성립해, 동일 구루리정은 폐지되었다.

## 인구
| 1891년 | 4,519 |
| 1921년 | 4,650 |

## 교통
- 일본국유철도
  - 구루리선

### 도로
- 구루리 가도(현 국도 410호선)

## 참고문헌
- 人事興信所編『人事興信録 第5版』人事興信所、1918年。
- 光明社編『最近調査大日本医師名簿』光明社、1931年。
- 商工省大臣官房統計課編『全国工場通覧 昭和9年9月版』日刊工業新聞社、1934年。
- 角川日本地名大辞典編纂委員会『가도카와 일본 지명 대사전 12 千葉県』、가도카와 쇼텐、1984年 ISBN 4040011201
- 日本加除出版株式会社編集部『全国市町村名変遷総覧』、日本加除出版、2006年、ISBN 4817813180